# Yerzy
Roberto Fargue Isuiza (Callao, Perú, 2004-Callao, Perú, 13 de noviembre de 2024), conocido artísticamente como Yerzy, fue un rapero y compositor peruano de trap latino y urbano. Falleció en noviembre de 2024, tras recibir más de 15 disparos por unos sicarios, cuya identidad es desconocida.
Empezó su carrera en 2022 haciendo freestyle, con lo cuál empezó a llamar la atención con sencillos como «Gas» o «Mango», ambos temas producidos por su colaborador Louis Producer. Mientras que en 2023 y 2024, amplió su catálogo lanzando sencillos como «Los Menores Ya Crecimos» o «Dame Luz», ambos sencillos cosecharon millones de streams en plataformas como Spotify. El EP Yerzyxsiempre, tuvo canciones como «Los Menores Ya Crecimos 2.0», «Patrón De Qué?», entre otros.

## Carrera musical
Se dio a conocer en el año 2024 tras lanzar su sencillo «Los Menores Ya Crecimos», bajo la producción del productor peruano Louis Producer. A pesar de su corta carrera dejó un legado en la música de Perú, y tras su fallecimiento, sus amigos le hicieron una canción de reguetón frente al mural que le pintaron. Más tarde Louis Producer siguió publicando más sencillos para Yerzy, también lanzó él mismo un EP, en homenaje, titulado Yerzyxsiempre.
En diciembre de 2024, apareció como colaborador en el sencillo «Profecía» de Neiram. El 9 de febrero de 2025, el rapero puertorriqueño JAZIEL le hizo un homenaje a Yerzy, incluyendo la colaboración de su compañero Louis Producer, el sencillo fue «QED YERZY».

## Fallecimiento
Trágicamente el 13 de noviembre de 2024, Yerzy fue asesinado en Callao, Perú, mismo lugar donde nació, dicho crimen ocurrió en el asentamiento humano de José Boretín, cuando unos sicarios desconocidos aparecieron y abrieron fuego contra él, mientras se encontraba en la Calle Madre Selva, recibiendo una cantidad de más de 15 balazos. Sin embargo, hasta ahora no se han identificado a los asesinos ni tampoco se conoce el motivo tras este homicidio.
Fue trasladado urgentemente al Hospital Daniel Halcides Carrión, el más cercano del lugar del crimen. Sin embargo, debido a la gravedad de las heridas, falleció tiempo después. De hecho, la policía peruana investigó la zona del crimen y se encontraron con 16 casquillos de balas, una evidencia que ayudará a esclarecer los detalles del asesinato.

## Discografía

### EP
- Yerzyxsiempre (con Louis Producer) (2025)

### Sencillos
| Año  | Título                                         | Álbum         |
| ---- | ---------------------------------------------- | ------------- |
| 2024 | «Los Menores Ya Crecimos» (con Louis Producer) |               |
| 2024 | «Los Menores 2.0» (con Louis Producer)         |               |
| 2025 | «Dame Luz» (con Louis Producer)                | Yerzyxsiempre |
| 2025 | «Patrón De Qué?» (con Louis Producer)          | Yerzyxsiempre |
| 2025 | «Me Hiciste Pecar» (con Louis Producer)        | Yerzyxsiempre |
| 2025 | «YERZYX100PRE» (con Louis Producer)            | Yerzyxsiempre |

### Colaboraciones
| Año  | Título                                             |
| ---- | -------------------------------------------------- |
| 2024 | «Profecía» (con Neiram)                            |
| 2025 | «Los Menores» (con El ATH, Louis Producer y EDVXX) |